# Venustiano Carranza, Jiquipilas
Venustiano Carranza är en ort i Mexiko.   Den ligger i kommunen Jiquipilas och delstaten Chiapas, i den sydöstra delen av landet, 700 km sydost om huvudstaden Mexico City. Venustiano Carranza ligger 549 meter över havet och antalet invånare är 270.
Terrängen runt Venustiano Carranza är varierad. Runt Venustiano Carranza är det ganska glesbefolkat, med 34 invånare per kvadratkilometer. Närmaste större samhälle är Cintalapa de Figueroa, 17,9 km norr om Venustiano Carranza. Omgivningarna runt Venustiano Carranza är en mosaik av jordbruksmark och naturlig växtlighet.